# Marek Łagosz
Marek Wiesław Łagosz – polski filozof, dr hab. nauk humanistycznych, profesor zwyczajny Instytutu Filozofii Wydziału Nauk Społecznych Uniwersytetu Wrocławskiego.

## Życiorys
21 czerwca 1996 obronił pracę doktorską Trudności semantyki zdań Fregego. Przyczynek do analizy Fregowskiego rozumienia pojęcia prawdy. 18 października 2002 habilitował się na podstawie dorobku naukowego i pracy zatytułowanej Brzytwa Ockhama a wykazywanie nieistnienia. 12 listopada 2013 nadano mu tytuł profesora w zakresie nauk humanistycznych. Objął funkcję profesora zwyczajnego w Instytucie Filozofii na Wydziale Nauk Społecznych Uniwersytetu Wrocławskiego. W listopadzie 2023 roku został laureatem 1. edycji Nagrody im. Kazimierza Twardowskiego za Najlepszą Książkę Filozoficzną Roku 2022. Nagrodzoną książką jest Ontologia Boga
.

## Publikacje
- 2000: Znaczenie i prawda. Rozważania o Fregowskiej semantyce zdań[1]
- 2002: Brzytwa Ockhama a wykazywanie nieistnienia
- 2005: Matematyczny początek świata. Kilka uwag filozoficznych do książki Michała Hellera „Początek jest wszędzie. Nowa hipoteza pochodzenia Wszechświata”[1]
- 2005: Pamięć jako fenomenologiczna podstawa czasowości[1]
- 2007: Realność czasu
- 2008: Problem podwójnej prawdy[1]
- 2010: One time, two histories: social existence and nature (Jeden czas, dwie historie: byt społeczny i przyroda)[1]
- 2012: Marks. Praca i czas. Wartość czasu w ekonomii i moralności[1]
- 2016: O świadomości. Fenomenologia zjawisk umysłowych
- 2019: Ontologia. Materializm i jego granice
- 2022: Ontologia Boga